# La Chaise-Dieu
La Chaise-Dieu település Franciaországban, Haute-Loire megyében. Lakosainak száma 595 fő (2022. január 1.). La Chaise-Dieu Bonneval, La Chapelle-Geneste, Connangles, Malvières és Sembadel községekkel határos.

## Népesség
A település népességének változása:
| Lakosok száma | 900  | 789  | 778  | 801  | 662  | 619  | 620  | 616  | 608  | 595  |
|               | 1968 | 1982 | 1990 | 2006 | 2013 | 2015 | 2017 | 2019 | 2020 | 2022 |